# William Ross (aviron)
Pour les articles homonymes, voir William Ross.
William Ross, né le 29 juillet 1900 et mort à une date inconnue, est un rameur d'aviron canadien.

## Palmarès

### Jeux olympiques
- Amsterdam 1928
  -  Médaille de bronze en huit[1].